# Karate Kid (film 2010)
Karate Kid (ang. The Karate Kid) – amerykański film akcji z 2010 roku w reżyserii Haralda Zwarta. Jest to remake filmu o tym samym tytule z 1984 roku z Ralphem Macchio i Patem Moritą. Mimo tytułu film ten skupia się na kung-fu, nie na karate. Większość ujęć nakręcono w Pekinie w Chinach. Zdjęcia trwały od lipca 2009 do 16 października 2009 roku. Premiera filmu w Stanach Zjednoczonych miała miejsce 10 czerwca 2010, w Polsce odbyła się 24 września 2010 roku.
Serwis Rotten Tomatoes przyznał filmowi wynik 66%.

## Obsada
| Postać          | Aktor            | Polski dubbing            |
| --------------- | ---------------- | ------------------------- |
| Dre Parker      | Jaden Smith      | Jan Rotowski              |
| Sherry Parker   | Taraji P. Henson | Anna Gajewska             |
| Pan Han         | Jackie Chan      | Jarosław Boberek          |
| Mistrz Li       | Yu Rongguang     | Karol Wróblewski          |
| Mei Ying        | Han Wenwen       | Justyna Bojczuk           |
| Harry           | Luke Carberry    | Piotr Brzostyński         |
| Cheng           | Wang Zhenwei     | Wit Apostolakis-Gluziński |
| Pani Po         | Wang Ji          | Anna Apostolakis          |
| Ojciec Mei Ying | Wu Zhensu        |                           |
| Matka Mei Ying  | Wang Zhiheng     |                           |
| Liang           | Lü Shijia        |                           |

- Wersja polska: Start International Polska
- Reżyseria: Anna Apostolakis
- Tekst polski: Bartosz Wierzbięta
- Dźwięk i montaż: Janusz Tokarzewski
- Kierownictwo produkcji: Elżbieta Araszkiewicz(inne języki)
- W pozostałych rolach: Elżbieta Kopocińska, Beata Wyrąbkiewicz, Magdalena Nowakowska, Paweł Galia, Wojciech Chorąży, Wojciech Paszkowski (instruktor Mei Ying), Grzegorz Drojewski, Adam Pluciński, Cezary Kwieciński (komentator turnieju kung-fu), Krzysztof Bednarek, Maciej Dybowski, Maciej Falana, Olga Zaręba

## Fabuła
12-letni Dre Parker (Jaden Smith) razem ze swoją matką, Sherry (Taraji P. Henson), przeprowadza się z Detroit do Chin, gdzie próbuje ułożyć sobie normalne życie i relacje z rówieśnikami. Nie jest to jednak łatwe. W szkole zaprzyjaźnia się z Harrym (Luke Carberry), który również wyemigrował z USA do Chin. Przez przypadek poznaje pana Hana (Jackie Chan). Ten ratuje go podczas jednej z potyczek z miejscowymi i oferuje swoją pomoc w nauce sztuk walki kung-fu, by chłopiec mógł się bronić przed innymi. Nauka jest długa i żmudna. Początkowo młodemu Dre wydaje się nawet dziwna (jest to odniesienie do pierwowzoru z 1984 roku). Tak jak w pierwszym filmie Karate Kid, ostatecznym celem młodego ucznia jest, za namową nauczyciela, pokonanie swoich „oprawców” w turnieju sztuk walki.